# Stadlau (metropolitana di Vienna)
Stadlau è una stazione della linea U2 della metropolitana di Vienna situata nel 22º distretto. La stazione è entrata in servizio il 2 ottobre 2010, nel contesto della terza fase di estensione della metropolitana e come parte del prolungamento della U2 da Stadion.

## Descrizione
La stazione è realizzata in sopraelevata proprio sopra alla stazione ferroviaria di Stadlau e per questo motivo è la più elevata della rete metropolitana. L'accesso ai treni avviene tramite una banchina centrale a isola.
Sul pilastro est del complesso della stazione si trova il bassorilievo in acciaio dipinto di rosso Nepomuk dell'artista tirolese Werner Feiersinger che riproduce la silhouette della statua di san Giovanni Nepomuceno che si trova sul ponte Carlo di Praga.

## Ingressi
- Konstanziagasse
- Kaisermühlenstraße